# M1 (Republica Moldova)
M1 este o șosea în partea central-vestică a Republicii Moldova, cu o lungime de 97 km. Având statut de drum magistral, ea leagă capitala Chișinău de granița cu România prin punctul Leușeni-Albița. În România drumul este continuat de DN24B până la Bârlad. Drumul a fost renovat în 2006.
M1 este parte a drumului european E581 dintre Tișița din România și Odesa din Ucraina. 
În România, există planuri pentru construirea unei autostrăzi care să lege punctul de trecere a frontierei de capitala București prin Ploiești. Acest traseu ar conecta Bucureștiul de hotarul cu Republica Moldova, respectiv prin M1.